# Svetovno prvenstvo v veslanju 1990
13. Svetovno prvenstvo v veslanju se je odvijalo med 31. oktobrom in 4. novembrom 1990 na Tasmaniji, Avstralija.

## Medalje po državah
| Mesto  | Država                        |    |    |    | Skupaj |
| ------ | ----------------------------- | -- | -- | -- | ------ |
| 1      | Nemška demokratična republika | 5  | 1  | 5  | 11     |
| 2      | Zvezna republika Nemčija      | 3  | 3  | 1  | 7      |
| 3      | Italija                       | 3  | 0  | 1  | 4      |
| 4      | Sovjetska zveza               | 2  | 3  | 1  | 6      |
| 5      | Danska                        | 2  | 1  | 0  | 3      |
| 6      | Romunija                      | 2  | 0  | 0  | 2      |
| 7      | ZDA                           | 1  | 3  | 1  | 5      |
| 8      | Kanada                        | 1  | 2  | 1  | 4      |
| 8      | Nizozemska                    | 1  | 2  | 1  | 4      |
| 10     | Avstralija                    | 1  | 1  | 2  | 4      |
| 11     | Avstrija                      | 1  | 0  | 1  | 2      |
| 12     | Francija                      | 0  | 2  | 0  | 2      |
| 13     | Belgija                       | 0  | 1  | 1  | 2      |
| 13     | Češkoslovaška                 | 0  | 1  | 1  | 2      |
| 15     | Španija                       | 0  | 1  | 0  | 1      |
| 15     | Švica                         | 0  | 1  | 0  | 1      |
| 17     | Združeno kraljestvo           | 0  | 0  | 2  | 2      |
| 18     | Ljudska republika Kitajska    | 0  | 0  | 1  | 1      |
| 18     | Nova Zelandija                | 0  | 0  | 1  | 1      |
| 18     | Norveška                      | 0  | 0  | 1  | 1      |
| 18     | Jugoslavija                   | 0  | 0  | 1  | 1      |
| Skupaj | Skupaj                        | 22 | 22 | 22 | 66     |

## Pregled medalj
| Dogodek:                    | Zlato: | Čas     | Srebro: | Čas     | Bron: | Čas     |
| Moški                       | |         | |         | |         |
| enojec                      | Sovjetska zveza Jüri Jaanson | 7:22.15 | Češkoslovaška Vaclav Chalupa Jr | 7:26.98 | Nova Zelandija Eric Verdonk | 7:31.70 |
| dvojni dvojec               | Avstrija · Arnold Jonke (b) · Christoph Zerbst (s) | 6:56.37 | Nemška demokratična republika Thomas Lange (b) Stefan Ullrich (s) | 6:57.08 | Avstralija · Peter Antonie (b) · Paul Reedy (s) | 7:04.49 |
| dvojni četverec             | Sovjetska zveza Vitali Dosenko (b) Sergei Kinjakin (2) Nikolai Čuprina (3) Guirts Vilks (s) | 5:40.44 | Švica Ueli Bodenmann (b) Marc-Sven Nater (2) Alexander Ruckstuhl (3) Beat Schwerzmann (s) | 5:41.81 | Italija Alessandro Corona (b) Gianluca Farina (2) Massimo Paradiso (3) Filippo Soffici (s) | 5:42.18 |
| dvojec s krmarjem           | Italija Carmine Abbagnale (b) Giuseppe Abbagnale (s) Giuseppe Di Capua (c) | 6:48.30 | Španija Jose Ignacio Bugarin Pereira (b) Ibon Urbieta Zubiria (s) Gabriel De Marco (c) | 6:50.52 | Jugoslavija Milan Janša (b) Robert Krašovec (s) Robert Eržen (c) | 6:51.84 |
| dvojec brez krmarja         | Nemška demokratična republika Thomas Jung (b) Uwe Kellner (s) | 7:07.91 | Sovjetska zveza Nikolai Pimenov (b) Yurij Pimenov (s) | 7:10.20 | Združeno kraljestvo · Matthew Pinsent (b) · Steve Redgrave (s) | 7:12.38 |
| četverec s krmarjem         | Nemška demokratična republika Bernd Eichwurzel (b) Mario Gruessel (2) Detlef Kirchhoff (3) Stefan Schulz (s) Hendrik Reiher (c)                                                                                        | 6:46.73 | Zvezna republika Nemčija Wolfgang Klapheck (b) Stefan Scholz (2) Ansgar Wessling (3) Volker Zimmermann (s) Thomas Alt (c)                                                                            | 6:48.03 | Sovjetska zveza Igor Bortnicki (b) Sigitas Kušinskas (2) Yoanas Narmontas (3) Vladimir Romanišin (s) Petr Petrinič (c)                                                                                                   | 6:49.40 |
| četverec brez krmarja       | Avstralija · Nick Green (b) · Mike McKay (2) · James Tomkins (3) · Sam Patten (s) · | 5:52.20 | Nizozemska Niels van der Zvan (b) Jaap Krijtenburg (2) Bart Peters (3) Sven Schwarz (s) | 5:53.41 | Nemška demokratična republika Ralf Brudel (b) Olaf Foerster (2) Thomas Greiner (3) Jens Luedecke (s) | 5:54.71 |
| osmerec                     | Zvezna republika Nemčija Roland Baar (b) Dirk Balster (2) Frank Dietrich (3) Christoph Korte (4) Frank Richter (5) Martin Steffes-Mies (6) Matthias Ungemach (7) Armin Weyrauch (s) Manfred Klein (c)                  | 5:26.62 | Kanada · Darren Barber (b) · Andy Crosby (2) · Robert Bob Marland (3) · Derek Porter (4) · Michael Mike Rascher (5) · Bruce Robertson (6) · Brian Saunderson (7) · John Wallace (s) · Terry Paul (c) | 5:27.57 | Nemška demokratična republika Thomas Baensch (b) Andre Hache (2) Frank Pawlowski (3) Michael Peter (4) Roland Shröder (5) Hans Sennewald (6) Thomas Woddow (7) Lutz Thiede (s) Peter Thiede (c)                          | 5:29.88 |
| lahki enojec                | Nizozemska Frans Goebel | 7:21.24 | Belgija · Wim Van Belleghem | 7:22.49 | Norveška Per Saetarsdal | 7:28.80 |
| lahki dvojni dvojec         | ZDA · Robert Dreher (b) · Stephen Peterson (s) | 7:46.15 | Zvezna republika Nemčija Karsten Krueger (b) Peter Müller (s) | 7:46.38 | Avstrija · Walter Rantasa (b) · Christoph Schmoelzer (s) | 7:46.88 |
| lahki dvojni četverec       | Italija Francesco Esposito (b), Massimo Lana (2) Paolo Pittino (3) Massimo Guglielmi (s) | 5:46.38 | Francija · Bruno Boucher (b) · Bruno Lebeda (2) · Laurent Porchier (3) · Thierry Renault (s) | 5:48.58 | Avstralija · Steve Hawkins (b) · Bruce Hick (2) · Gary Lynagh (3) · ?? (s) | 6:48.72 |
| lahki četverec brez krmarja | Zvezna republika Nemčija Klaus Altena (b) Michael Buchheit (2) Stephan Fahrig (3) Bernhard Stomporowski (s) | 7:03.68 | Francija · Stephane Guerinot (b) · Laurent Irazusta (2) · Benoit Masson (3) · Jose Oyarzabal (s) | 7:05.57 | Nizozemska Frank Gerritse (b) Pim Laken (2) Mark Emke (3) Han de Regt (s) | 7:05.84 |
| lahki osmerec               | Italija Enrico Barbaranelli (b) Franco Falossi (2) Carlo Gaddi (3) Fabrizio Ranieri (4) Fabrizio Ravasi (5) Andrea Re (6) Roberto Romanini (7) Alfredo Striani (s) Giuseppe Lamberti (c)                               | 5:35.03 | Danska Sven Blitskov (b) Peter Madsen (2) Flemming Meyer (3) Vagn Nielsen (4) Henning Bay Nielsen (5) Lars Rasmussen (6) Hans Christian Soerensen (7) Bo Vestergaard (s) Stephen Masters (c)         | 5:36.98 | Združeno kraljestvo Christopher Bates (b) Marysh Chmiel (2) Peter Haining (3) Toby Hessian (4) Tom Kay (5) Carl Smith (6) Neil Staite (7) Stephen Wright (s) John Deakin (c)                                             | 5:37.75 |
| Ženske                      | |         | |         | |         |
| enojec                      | Nemška demokratična republika Birgit Peter | 7:24.10 | Kanada · Silken Laumann | 7:27.08 | Zvezna republika Nemčija Titie Jordache | 7:30.03 |
| dvojni dvojec               | Nemška demokratična republika Kathrin Boron (b) Beate Schramm | 8:18.63 | Sovjetska zveza Inna Frolova (b) Tatjana Ustiujanina (s) | 8:23.46 | ZDA · Kristine Karlson (b) · Alison Townley (s) | 8:29.35 |
| dvojni četverec             | Nemška demokratična republika Kerstin Koeppen (b) Claudia Krüger (2) Sybille Schmidt (3) Jana Sorgers-Rau (s) | 6:14.08 | Sovjetska zveza Elena Hlopceva (b) Svitlana Mazij (2) Maria Omeljanovič (3) Saria Zakirova (s) | 6:20.25 | Češkoslovaška Hana Kafkova (b) Iva Mikolova (2) Martina Sefcikova (3) Irena Soukupova (s) | 6:22.33 |
| dvojec brez krmarke         | Zvezna republika Nemčija Stefanie Werremeier (b) Ingeburg Schwerzmann-Althoff (s) | 8:28.37 | ZDA · Stephanie Maxwell-Pierson (b) · Anna Seaton (s) | 8:41.62 | Nemška demokratična republika Ina Justh (b) Birte Siech (s) | 8:44.59 |
| četverec brez krmarke       | Romunija Doina Snep-Balan (b) Iulia Bobeica-Bulie (2) Marioara Curela (3) Doina Ciucanu-Robu (s) | 7:51.68 | Zvezna republika Nemčija Silvia Doerdelmann (b) Meike Hollaender (2) Gabriele Mehl (3) Cerstin Petersmann (s)                                                                                        | 7:52.45 | Nemška demokratična republika Jeanette Barth (b) Antje Frank (2) Kathrin Haacker (3) Judith Ungemach-Zeidler (s) | 7:56.54 |
| osmerec                     | Romunija Doina Snep-Balan (b) Iulia Bobeica-Bulie (2) Constanta Burcica (3) Veronica Cochela-Cogeanu (4) Marioara Curela (5) Anisoara Oprea (6) Marioara Popescu (7) Doina Ciucanu-Robu (s) Elena Georgescu-Nedelc (c) | 5:59.26 | ZDA · Shelagh Donohoe (b) · Cynthia Eckert (2) · Sarah Gengler (3) · Kelley Jones (4) · Stephanie Maxwell-Pierson (5) · Tracy Rude (6) · Anna Seaton (7) · Kathryn Young (s) · Yasmin Farooq (c)     | 6:01.67 | Nemška demokratična republika Ramona Franz (b) Christiane Harzendorf (2) Anette Hohn (3) Micaela Schmidt-Kubicki (4) Ute Schell-Stange (5) Annegret Strauch (6) Ute Noetzel-Wild (7) Heike Winkler (s) Yvonne Illing (c) | 6:03.18 |
| lahki enojec                | Danska Mette Bloch Jensen | 8:12.64 | Nizozemska Laurien Vermulst | 8:14.58 | Belgija · Rita Defauw | 8:21.20 |
| lahki dvojni dvojec         | Danska Ulla Jensen (b) Regitze Siggaard (s) | 6:57.96 | ZDA · Holly Brunkov (b) · Lindsay Burns (s) | 7:03.24 | Kanada · Brenda Colby (b) · Wendy Wiebe (s) | 7:03.30 |
| lahki četverec brez krmarke | Kanada · Jill Blois (b) · Colleen Miller (2) · Diana Sinnage (3) · Rachel Starr (s) | 6:38.40 | Avstralija · Amanda Cross (b) · Rebecca Joyce (2) · Sally Ninham (3) · Pam Westendorf-Marshall (s)                                                                                                   | 6:40.32 | Ljudska republika Kitajska Sanmei Liang (b) Zhi-ai Lin (2) Meilan Zeng (3) Huajie Zhang (s) | 6:42.30 |